# تقنيات العلاج اليدوية
المعالجة اليدوية هي تقنية تعتمد على التقويم النخاعي كعلاج. تأسست في أمريكا الشمالية من قبل دانييل بالمر في القرن التاسع عشر.
أصبح تقويم العمود الفقري أكثر شيوعًا في ثمانينيات القرن العشرين. هناك حوالي 200 تقنية لتقويم العمود الفقري، ولكن هناك قدر كبير من التداخل فيما بينها، وتعتمد العديد من التقنيات على تغييرات طفيفة في التقنيات الأخرى.
لا يوجد دليل على أن المعالجة بتقويم العمود الفقري فعالة لأي حالة طبية، مع استثناء محتمل لعلاج آلام أسفل الظهر. تمت مناقشة سلامة عملية التقويم، خاصةً في الفقرات الرقبية. كانت النتائج السلبية، بما في ذلك السكتات الدماغية والوفيات، نادرة.

## التقنيات

### العلاج اليدوي والتقويمي
في أواخر القرن التاسع عشر في أمريكا الشمالية، أصبحت أساليب العلاج بما في ذلك الطب التقويمي والعلاج اليدوي شائعة. اكتسب تقويم العمود الفقري اعترافًا سائدًا خلال ثمانينيات القرن العشرين.
في هذا الأسلوب، تُستخدم اليدان للتلاعب أو التدليك أو التأثير على العمود الفقري والأنسجة المرتبطة. يعد الأسلوب الأساسي والأكثر شيوعًا المستخدم في العلاج اليدوي.

### تقنية غراستون
تقنية غراتسون هي طريقة علاجية ذات علامة تجارية تُستخدم لتشخيص وعلاج اضطرابات العضلات الهيكلية والأنسجة الضامة المرتبطة بها. بدأ ديفيد غراستون الطريقة باستخدام ست أدوات من الفولاذ المقاوم للصدأ ذات شكل وحجم معين، والتي يستخدمها الممارسون لتدليك عضلات المرضى من أجل كشف وعلاج الالتصاقات في العضلات والأوتار. يجب أن يحصل الممارسون على ترخيص من قبل الشركة الأم (غراتسون تيكنيك، إل إل سي) كي يتمكنوا من ممارسة تقنية غراتسون أو الأدوات المرتبطة بها والمسجلة ببراءة اختراع.
توجد عدة أمثلة على استخدام علاج غراتسون في الرياضات التي تتطلب الاحتكاك الجسدي حيث تكون الندوب والرضوض شائعة. رغم ذلك، لم تُختبر تقنية غراتسون بشكل علمي دقيق ويبقى أساس الأدلة والافتراضات موضع شك في أحسن الأحوال. لا توجد تجارب سريرية عالية الجودة تؤكد فعالية تقنيات غراتسون.

### تقنية كورين النوعية
تقنية كورين الخاصة هي تقنية طورها تيد كورين عام 2004. رغم أن هذه التقنية مرتبطة بتقنيات تقويم العمود الفقري، وصفها كورين على أنها «بروتوكول تحليل» أو «بروتوكول رعاية صحية». في هذه التقنية، يمكن استخدام الأيدي أو جهاز كهربائي يعرف باسم «أرثروستيم» للتقييم وإجراء التعديلات. يمكن في هذه التقنية استخدام أوضاع مختلفة. تغطي شركات التأمين إيتنا، وإن إتش إس ليدز ويست سي سي جي، وقسم الخدمات البشرية في داكوتا الشمالية، وجامعة ولاية أوهايو تقنيات العلاج بتقويم العمود الفقري الأخرى ولكنها تستثني تقنية كورين النوعية من التغطية لأنها تعتبرها «تجريبية». تنص سياسة إيتنا على عدم وجود فعالية هذه الطريقة.

## السلامة
تحتاج جميع طرق العلاج إلى تاريخ طبي شامل وتشخيص وخطة علاجية. يجب أن يستبعد المعالجون بتقويم العمود الفقري مضادات استطباب العلاجات أخرى، بما في ذلك الأحداث الضائرة.
مضادات الاستطباب النسبية، مثل هشاشة العظام، هي الحالات التي تكون فيها المخاطر المتزايدة مقبولة في بعض الحالات التي قد تكون فبها تقنيات التحريك والأنسجة اللينة من العلاجات المفضلة.
رغم مناقشة أمر السلامة، يمكن أن تحدث إصابات خطيرة ووفيات دون الإبلاغ عنها، تكون هذه الحالات نادرة بشكل عام وتعد تقنيات تقويم العمود الفقري آمنة نسبيًا عند تطبيقها بمهارة وبشكل مناسب.